# Regurgitation
Regurgitation betyder tillbakaflöde eller tillbakapressning. I hjärtat avser regurgitation olika sorters missljud som man kan höra när man lysnar på hjärtat med stetoskop. Regurgitationsljud uppstår till exempel när blodet läcker tillbaka genom hjärtats klaffar.
Regurgitation är även skeendet när maginnehåll når munnen.

## Typer
Följande regurgitationsljud kan uppstå i hjärtat:
- Mitralklaffsregurgitationsljud är det vanligaste missljudet och är i klaffen mellan övre och nedre vänstra hålrummet i hjärtat.
- Pulmonalisklaffsregurgitationsljud som är i klaffen mellan hjärtat och lungartären. Detta beror oftast på högt blodtryck i lungartären.
- Aortaklaffsregurgitationsljud är missljud när blodet flyter från hjärtat ut i kroppen. Detta kan bero på högt blodtryck, att hjärtat blir svagare med ålder, infektion med mera. Det leder till att hjärtat arbetar hårdare och kan i förlängningen leda till hjärtkollaps.
- Tricuspedalisklaffsregurgitationsljud som uppstår vid fel i klaffen mellan de högra hjärtkamrarna när blodet skall ut mot lungorna. Det kan bero på Marfans syndrom, reumatisk feber eller användning av det narkotikaklassade medlet fentermin.